# Лузоны
Лузоны  (лат. Lusones, др.-греч. Λούσωνες) — древний доримский народ на севере Пиренейского полуострова, родственный кельтиберам.
Населяли западную часть современной испанской провинции Сарагоса и восточные районы провинции Сория.
Согласно Страбону, земли лузонов находились у истоков реки Тахо.
На юге граничили с беллами, на западе — с ареваками и пелендонами, на востоке — с седетанами, на севере — с васконами.
Предполагаемой их столицей был город Turiasso или Turiaso, который располагался на территории муниципалитета Вера-де-Монкайо (провинция Сарагоса). Другими значимыми городами лузонов были: Bursau или Bursada (ныне Борха), Calagurris , Cascantum (Касканте) , Carabis (Магальон).

## Происхождение и язык
Как этническая единица лузоны сформировались в результате смешения пришлого кельтского населения, мигрировавшего на территорию Пиренейского полуострова приблизительно в IV веке до н. э., с автохтонными иберскими племенами. Также, возможно имела место примесь носителей италийских языков. Говорили на языке, родственном кельтиберскому, или на одном из его диалектов.

## История
В III веке до н. э. лузоны, вместе с родственными им племенами ареваков, титтиев и беллов образовали кельтиберскую племенную конфедерацию, для совместной борьбы с Римской республикой. После окончания Первой кельтиберской войны, 179 году до н. э., лусоны первыми покорились Риму и в дальнейших войнах участия не принимали. В дальнейшем, постепенно романизировались.

## Экономика
Лузоны, как и союзные им племена, обитали на землях, богатых плодородными почвами, дававшими большие урожаи зерновых культур. В связи с этим, основой их экономики являлось сельское хозяйство. Также было развито скотоводство, в структуре которого преобладали свиноводство и овцеводство. Последнее дало основу для развития текстильного производства. Немаловажную роль в экономике играла металлургия, в частности изготовления оружия.